# Montecastrilli
Montecastrilli è un comune italiano di 4 791 abitanti della provincia di Terni in Umbria.

## Storia

### III-I secolo a.C.
I primi insediamenti sul territorio ebbero vita in età romana con il passaggio di alcuni contingenti militari; in particolare, secondo una leggenda, l'esercito guidato da Annibale durante la II guerra punica vi fissò alcuni accampamenti nel 217 a.C.
Nel I secolo a.C. il territorio di Montecastrilli subì la centuriazione per ordine dell'imperatore romano Cesare Augusto, che assegnò le terre di Todi - a cui Montecastrilli apparteneva - ad alcuni soldati veterani.
Molte sono le congetture sull'origine del nome, ma la località collinare prese sicuramente nome (Montes Carsulis) dal vicino presidio Romano di Carsulae, sulla via Flaminia.

### Dal 500 al 1000
Il contado di Todi aveva come propaggini estreme Configni (Acquasparta) e Castel Todino, perciò, secondo alcune congetture, Montecastrilli sarebbe appartenuto all'area di influenza di Carsulae, ma a seguito della sua distruzione sarebbe stata soggetta al controllo di Todi.
Ottone I, imperatore romano e re di Germania (962 d.C.), assegnò al conte Arnolfo di Carinzia, suo consigliere, i feudi dell'Umbria meridionale. Durante il regno del successore Ottone II ci furono conflitti in nome dell'autorità dinastica. Reginardo IV ed il fratello Lamberto, figli dello spodestato Reginardo III, tornarono nel 974 in Lotaringia per riconquistare i feudi dell'Umbria meridionale appartenenti ad Arnolfo; essi furono però sconfitti presso il fiume Agna dall'imperatore Ottone II.
Nel 976 ci fu un nuovo tentativo da parte di Reginardo IV e di suo fratello Lamberto; la battaglia fra Franchi e Sassoni ebbe luogo a Monte Castrilocum. I Sassoni, agli ordini di Arnolfo, ebbero la meglio, perciò in questo periodo anche l'Umbria meridionale assistette al fenomeno dell'incastellamento. Da qui il toponimo
Terre Arnolfe. Il territorio di Montecastrilli era infatti soggetto agli Arnolfi, che controllavano l'area
dalla montagna ad ovest di Spoleto fino al contado di Narni ed ai confini di Amelia.

### X-XI secolo

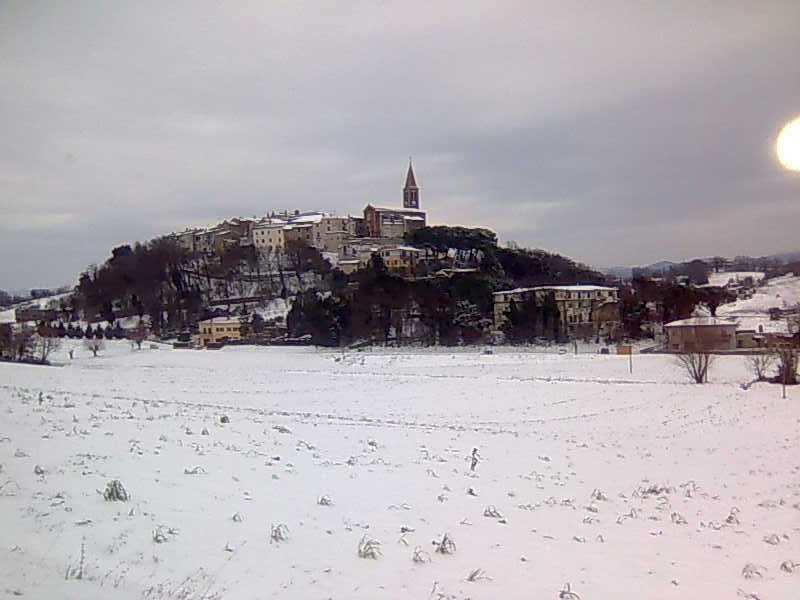
Il paese di Montecastrilli coperto da un inusuale manto di neve nell'inverno del 2012

Gli Arnolfi, che ricevettero le terre dell'Umbria meridionale in feudo, ne garantirono lo sviluppo economico e la nascita di alcuni centri, fra cui Montecastrilli.
In questi anni Montecastrilli venne ascritto al Contado di Todi, fino al 1827. In un primo momento gli epigoni del conte Arnolfo mantennero il controllo del territorio, anche se vennero iscritti alla nobiltà tuderte. I podestà e gli amministratori vennero scelti da Todi fra i membri del contado per garantire
una politica espansionistica ed accattivarsi il favore delle popolazioni soggette al proprio controllo. Tuttavia, l'annessione alla diocesi di Todi dovrebbe essere stata anteriore a tale periodo.
Il paese assunse le caratteristiche del Castrum medievale da cui probabilmente prende il nome.

### XII-XVI secolo
Venendo meno l'unità feudale degli Arnolfi, Montecastrilli passò sotto la giurisdizione del Comune di Todi, che aveva già il controllo sulla zona dal punto di vista ecclesiastico.
Montecastrilli venne coinvolto nelle guerre fratricide fra Comuni e fra guelfi e ghibellini, che in Todi si risolsero nello scontro tra Atti e Chiaravalle.
Nel 1480, Montecastrilli si schierò a favore degli Atti, perciò il castello venne assediato e sarebbe stato espugnato, senza l'intervento salvifico di Bartolomeo d'Alviano, parente degli Atti.
Nel 1496 il pontefice Alessandro VI pose fine alla disputa dichiarando guerra ad Altobello Chiaravalle, ghibellino; questi venne sconfitto definitivamente ad Acquasparta nell'agosto del 1500.
Alessandro VI assegnò al governo diretto dei chierici alcune castella delle Terre Arnolfe, fra cui Montecastrilli, sottratto al controllo di Todi. A causa delle innumerevoli richieste della città per ottenere nuovamente il paese da cui era stato separato, il papa Giulio II pose nuovamente Montecastrilli sotto la
giurisdizione dell'autorità tuderte nel 1512.
Il territorio di Montecastrilli venne assediato dai lanzichenecchi nel 1527 (anno del Sacco di Roma), che vi portarono la peste e la fame.
Il papa Paolo III Farnese, nel 1543, durante un viaggio di ritorno a Roma da Todi sostò a Montecastrilli, in casa del Conte Giovanni di Offreduccio Atti; era accompagnato da sette cardinali e da una scorta di 1400 lance a cavallo.
Sempre nello stesso anno, Don Siro degli Atti, un filantropo, lasciò tutti i suoi beni a Montecastrilli per garantire l'istruzione in una scuola pubblica, dal nome Opera Pia Don Siro Atti, di cui si hanno notizie
fino al 1936.

### XVII-XVIII secolo
Altre famiglie nobili del luogo furono gli Accursi ed i Cospani, iscritte nella nobiltà di Todi rispettivamente nel 1635 e nel 1685. Della famiglia Cospani fu notevole esponente il rev.mo Egidio Antonio Cospani, canonista e professore di diritto civile, che operò anche a Roma.
Della famiglia degli Accursi è da ricordare il cav. Cinthio Accursi, che lasciò i suoi beni al paese per l'erezione del monastero delle clarisse (1º febbraio 1649) tra cui si distinse la venerabile Maria Lanceata Morelli. Il XVII secolo segnò anche il progresso socioeconomico del paese con la fondazione dell'Universitas hominum et Massariorum Montis Castrillorum, fregiata con lo stemma civico formato da tre monti verdi in campo azzurro.
Nel 1750, il censimento operato dalla diocesi di Todi evidenziò il netto calo demografico, pari a circa il 20% della popolazione.

### XIX secolo

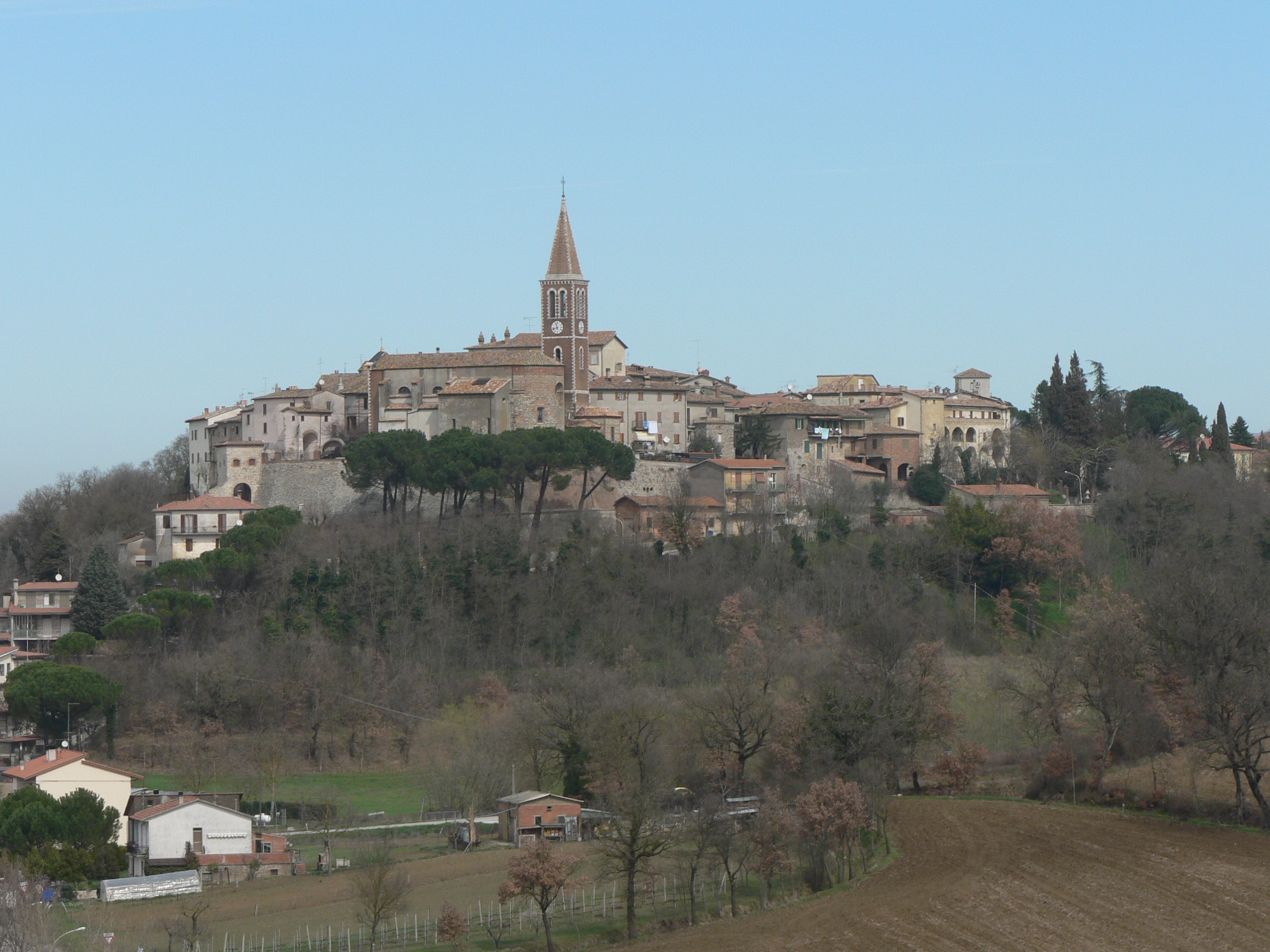
L'abitato di Montecastrilli

In epoca napoleonica Montecastrilli ebbe grande rilievo nel territorio circostante, che avrebbe dovuto formare il Comune odierno. Nel 1810, infatti, venne fondato il municipio autonomo dipendente del Cantone di Amelia, circondario di Todi, prefettura di Spoleto; grazie all'annessione all'impero francese
furono attuate riforme a livello amministrativo, economico, politico.
In seguito al Congresso di Vienna del 1814, però, Montecastrilli tornò sotto il controllo dello
Stato Pontificio e venne smembrato dal territorio di Todi. L'editto del card. Segretario
di Stato del 26 novembre 1817 chiarì la divisione territoriale già stabilita nel 1816 e Montecastrilli divenne Comune autonomo con le frazioni di Avigliano, Castel dell'Aquila, Casteltodino, Collesecco, Configni, Dunarobba, Farnetta, Quadrelli, Santa Restituta e Toscolano.
Nel 1827 Montecastrilli perse Configni a favore di Acquasparta ed assunse Sismano come
castello appodiato (entità amministrativa dello Stato Pontificio dotata di una certa autonomia) nel suo territorio.
Fino al 1829 il Comune rimase sotto il governo di Todi, Delegazione di Perugia, ma a seguito della statistica leonina venne ascritto al governo di Terni, Delegazione di Spoleto.
Nell'agosto 1849 Montecastrilli fu occupato da truppe francesi e, alla fine del mese, da una colonna mobile di truppe spagnole del maresciallo Cordova, stanziate fra Narni, Terni e Spoleto.
Nel 1860, con l'occupazione delle Marche e dell'Umbria, Montecastrilli entrò a far parte del
Regno d'Italia a seguito del plebiscito che si svolse il 4 ed il 5 novembre 1860 nella sede comunale.

### XX secolo
Nel 1901, i coloni di Montecastrilli, le cui condizioni erano molto pesanti a causa degli obblighi mezzadrili, effettuarono una serie di pressioni sui loro padroni, anche mediante scioperi. Il 18 maggio 1902 venne finalmente istituito un contratto dei coloni, che ruppe la loro secolare sudditanza.
La prima guerra mondiale causò la morte di 174 cittadini. Inoltre, Montecastrilli stanziò 500 lire per ospitare 30 famiglie provenienti da paesi di occupazione austriaca.
Durante la seconda guerra mondiale, la maggior parte degli uomini di Montecastrilli venne richiamata alle armi, ma la loro partenza fu controbilanciata dall'afflusso di sfollati proveniente da Terni; questi cercavano di sfuggire ai bombardamenti iniziati l'11 agosto 1943, aventi come obbiettivo le acciaierie.
Nella notte del 14 giugno 1944, i tedeschi in fuga fecero brillare le riserve di munizioni che avevano presso Montecastrilli, per evitare che cadessero in mano agli alleati.
Il giorno successivo, il 15 giugno, vide l'arrivo degli alleati e la fine dell'incubo della guerra per Montecastrilli.

### Simboli
Lo stemma e il gonfalone sono stati concessi con DPR del 13 febbraio 1959.
Il gonfalone è un drappo partito di verde e di rosso.

## Monumenti e luoghi di interesse
- Chiesa Parrocchiale di San Nicolò, edificata tra X e XI secolo, ristrutturata e ampliata nei primi anni del XVIII, e di nuovo trasformata nella seconda metà del XX secolo.
- Chiesa e monastero di Santa Chiara, nella quale, all'altare maggiore, è una pala con la Madonna col Bambino e i Santi Francesco, Antonio di Padova, Chiara e Maria Maddalena, firmata da Girolamo Troppa e datata 1678[5].
- Torre civica
- Chiesa di San Bartolomeo a Casteltodino
- Chiesa di Santa Maria Assunta a Quadrelli
- Chiesa della Confraternita del Santo Rosario a Quadrelli

## Società

### Evoluzione demografica
Le famiglie montecastrillesi vivevano prevalentemente nelle campagne: nel 1881 il 64,5% di queste, nel 1901 il 72,3%, nel 1911 il 71,9%.
Notevole fu l'incremento demografico: si passò da 4.656 abitanti nel 1861 a 6.016 nel 1901, per poi scendere a 5.862 nel 1911. Quest'ultimo calo demografico fu causa dell'emigrazione.
Abitanti censiti

## Cultura

### Eventi
Montecastrilli vanta oggi una tradizione fieristica che si sviluppa intorno a un'importante manifestazione che si è affermata nel tempo: Agricollina, la mostra mercato delle macchine agricole collinari e degli animali da cortile.
Risale al 1956 la prima edizione della Festa del Trattore: un'autentica kermesse, ideata e voluta da mons. Antonio Serafini, canonico della chiesa parrocchiale di San Nicolò a Montecastrilli.
Nel giro di dieci anni, quella che era nata come una sorta di "festa del ringraziamento" assunse dimensioni tali da suggerire la costituzione, nell'anno 1966, di una nuova associazione che prese la denominazione di Mostra Mercato delle Macchine Agricole e degli Animali da Cortile, e ne assicurò la gestione, con la partecipazione dell'amministrazione comunale e di altri enti ed associazioni operanti nell'ambito provinciale e regionale.
Inoltre, richiama molte presenze la festa Montecastrilli sotto le stelle. In particolare, durante questa festa (che si svolge dall'11 al 23 di agosto) è possibile gustare specialità a base di anatra.

## Geografia antropica

### Frazioni
Casteltodino, Farnetta, Collesecco, Castel dell'Aquila, Quadrelli.

## Infrastrutture e trasporti

### Ferrovie
Montecastrilli ha una propria fermata ferroviaria a valle del paese distante circa 2 chilometri.

## Amministrazione
| Periodo        | Periodo        | Primo cittadino    | Partito                                                                                            | Carica  | Note          |
| -------------- | -------------- | ------------------ | -------------------------------------------------------------------------------------------------- | ------- | ------------- |
| 6 giugno 1993  | 26 aprile 1997 | Antonio Bernardini | Lista Civica                                                                                       | Sindaco | [ 7 ]         |
| 27 aprile 1997 | 28 maggio 2006 | Stefano Puliti     | Lista Civica di Centro                                                                             | Sindaco | [ 8 ] [ 9 ]   |
| 29 maggio 2006 | 15 maggio 2011 | Enrico Raggi       | Lista Civica di Centro-sinistra                                                                    | Sindaco | [ 10 ]        |
| 16 maggio 2011 | 3 ottobre 2021 | Fabio Angelucci    | Lista Civica Impegno e trasparenza (2011-2016) Lista Civica Insieme per il Bene comune (2016-2021) | Sindaco | [ 11 ] [ 12 ] |
| 4 ottobre 2021 | in carica      | Riccardo Aquilini  | Lista Civica Civicamente Montecastrilli                                                            | Sindaco | [ 13 ]        |